# 20. vestlige længdekreds
Den 20. vestlige længdekreds (eller 20 grader vestlig længde) er en længdekreds, der ligger 20 grader vest for nulmeridianen. Den løber gennem Ishavet, Grønland, Island, Atlanterhavet, det Sydlige Ishav og Antarktis.